# 여행증명서
여행증명서(旅行證明書, Travel document)는 해외여행자의 본국 정부가 발행하는 신분증이다. 국제법상 적법한 해외여행을 하려면, 본국의 여행증명서와 도착국의 비자를 둘 다 소지해야 한다. 여행증명서는 보통 여권(passport)이 잘 알려져 있지만, 여권 말고도 다른 여행증명서도 있다.

## 여행증명서의 종류

### 여권
여권은 가장 대표적인 여행증명서다.

### 라세파세
라세파세(laissez-passer)는 유엔이 공무상 유엔 직원에게 발급하는 여행증명서다. 공적인 경우, 유엔 직원의 가족에게도 발급한다.

### 1951년 협약 여행증명서 (Convention of 28 July 1951)
난민여행증명서(Refugee travel document)는 난민에게 발급하는 여행증명서다. 1951년 제네바 협약(난민의 지위에 관한 협약)에 따른 여행증명서이다. 제네바 여권이라고도 부른다. 한국 정부는 탈북하여 미국에서 난민 지위를 취득한 재미 탈북자들이 난민증명서를 소지하여 입국한 것을 허가하고 있다.

### 1954년 협약 여행증명서 (Convention of 28 September 1954)
무국적자 여행증명서(Stateless travel document)는 무국적자에게 발급하는 여행증명서이다. 1954년 무국적자의 지위에 관한 협약에 따른 여행증명서이다.

### 긴급여권
1951년 협약 여행증명서, 1954년 협약 여행증명서를 발급하는 게 보통이지만, 그에 해당하지 않는 경우에도 긴급여권(emergency passport)를 발급하는 경우가 있다.

### 사실상 여행증명서
사실상 여행증명서(De facto travel document)는 법적인(de jure) 여행증명서로의 지위는 가지지 않지만, 합법적으로 국경선을 통과하기에는 충분한 서류를 말한다. 2013년 에드워드 스노든 사건이 유명하다.

### 주민등록증
일정한 경우에는 주민등록증만으로도 여행증명을 할 수 있다.

### 운전면허증
일정한 경우에는 운전면허증만으로도 여행증명을 할 수 있다.

## 같이 보기
- 신분증
- 여권
- 사증